# Dávid Gyula (református segédlelkész)
Dávid Gyula (Élesd, Bihar vármegye, 1860. október 13. – Debrecen, 1917. március 22.) református segédlelkész, egyházi író.

## Élete
Iparos szülők gyermeke. Szülőhelyén kezdett tanulni. A szülők fiukat betegeskedése miatt kissé késve, 1873-ban vitték be a debreceni református főgimnáziumba; innét a német nyelv elsajátítása céljából Szepesiglón folytatta az 5. gimnáziumi osztályt, ahol 1881-ben bevégezte középiskoláit, mire Debrecenben teologiát tanult és 1885-ben tett kápláni vizsgát. Ezután Bécsbe ment teológiai ismereteinek gyarapítására, mire a Bernhard-féle ösztöndíjjal az utrechti egyetemen töltött két évet, közben Debrecenben letette a második lelkészi vizsgát. Utrechtből 1888 tavaszán Túrkevébe hivatván, hazajött és itt megkezdette gyakorlati lelkészi működését, melyet 1889-től Okányban segédlelkészi minőségben folytatott. 1910-ben Élesdre választották meg papnak. Elhunyt 1917. március 22-én reggeli 6 órakor, élete 54., házassága 22. évében, örök nyugalomra helyezték 1917. március 24-én délután a Kossuth-utcai temetőben. Neje Bod Etelka volt.
Egyházirodalmi cikkeit külföldről küldte a debreceni Protestáns Lapba, úgy mint Levelek a bécsi evangélikus theológiai fakultásról, A gyakorlati lelkészség mezejéről; Levelek az utrechti theologiai fakultásról: a németalföldi elberfeldi református egyház életéről, cultusairól, a holland református egyház életéről, ujabb mozgalmairól, a gyakorlati lelkészet mezejéről, a kül és bel missióról. Ezeken kívül több hittani, bibliamagyarázati cikke, elbeszélése, éneke van a Szabad Egyházban.

## Munkái
- A hit élete. Mező-Túr, 1889. (Hat egyházi beszéd hollandból szabadon ford.).
- A kéményseprő fiú vagy egy gazdagon megáldott karácsony ünnep. Elbeszélés. Lugos, 1890.
- A keresztség az Írás szerint. Uo. 1890. (A nazarenusokra tekintettel, Wichelhaus J. hallei tanár után.)
- Református keresztyén hittan. Hollandból dolgozva s kiadva. Bpest, 1890.
- Jézushoz, vagy a szabadítóhoz hivogatás. Mező-Túr, 1891.
- Minek az Ó szövetség? Uo. 1892. (Dr. Kohlbrügge H. Fr. után dolgozott bibliai munka.)